# Test of Written English
Der Test of Written English (TWE) ist ein separat bewerteter Test, der in den 1990er und 2000er Jahren in Gebrauch war und zusammen mit dem Test of English as a Foreign Language (TOEFL) absolviert wurde. Das Ergebnis dieses Tests ging also nicht in die TOEFL-Gesamtpunktzahl ein, wurde jedoch auf der Auswertung ebenfalls vermerkt.
Dem Prüfling wurde ein Thema zugeteilt, zu dem in 30 Minuten ein kurzer Essay geschrieben werden musste. Das Thema war allgemein gehalten, so dass jeder in der Lage sein sollte, darüber zu schreiben. Bewertet wurden sowohl Inhalt als auch sprachliches Ausdrucksvermögen, wobei auf letzterem ein deutlich höheres Gewicht lag. Im Gegensatz zum TOEFL konnten hierbei Notizen gemacht werden.